# Ricky Reed
Eric Frederic, plus connu sous son nom de scène Ricky Reed, est un producteur de musique américain. Il travaille pour Jason Derulo, Twenty One Pilots ou Meghan Trainor.

## Discographie comme producteur
| Année | Artiste              | Titre | Label                       | Rôle                                             |
| ----- | -------------------- | --- | --------------------------- | ------------------------------------------------ |
| 2011  | Too $hort            | Double Header (feat. Wallpaper.)                                                                                       | Dangerous Music             | producteur, auteur, interprète                   |
| 2011  | Cee Lo Green         | Anyway | Elektra                     | producteur, auteur                               |
| 2011  | Wallpaper            | #STUPiDFACEDD - EP | Boardwalk                   | producteur, auteur, ingénieur du son, interprète |
| 2013  | Emblem3              | Girl Next Door | Columbia                    | producteur, auteur                               |
| 2013  | Jason Derulo         | Wiggle (feat. Snoop Dogg)                                                                                              | Warner Bros.                | producteur, auteur                               |
| 2013  | Jason Derulo         | Side Fx (feat. The Game)                                                                                               | Warner Bros.                | producteur, auteur                               |
| 2013  | Jason Derulo         | Talk Dirty (feat. 2 Chainz)                                                                                            | Warner Bros.                | producteur, auteur                               |
| 2013  | Far East Movement    | The Illest (feat. Riff Raff), Turn Up the Love (feat. Cover Drive)                                                     | Interscope                  | producteur, auteur                               |
| 2013  | Rixton               | Make Out | Interscope                  | producteur, auteur                               |
| 2013  | Eli Paperboy Reed    | Woohoo | Warner Bros.                | producteur, auteur                               |
| 2013  | Wallpaper            | Ricky Reed is Real | Epic/Boardwalk              | producteur, auteur, interprète                   |
| 2014  | Jessie J             | Burnin' Up (feat. 2 Chainz)                                                                                            | Republic                    | producteur, auteur                               |
| 2014  | New Politics         | Everywhere I Go (Kings & Queens)                                                                                       | Warner Bros.                | producteur, auteur                               |
| 2014  | Jake Miller          | Dazed & Confused (feat. Travie McCoy)                                                                                  | Warner Bros.                | producteur, auteur                               |
| 2014  | Jake Miller          | Lion Heart | Warner Bros.                | ingénieur du son, producteur, auteur             |
| 2014  | Cobra Starship       | Never Been in Love feat. Icona Pop                                                                                     | RCA                         | producteur, auteur                               |
| 2014  | Pitbull              | Fireball (feat. John Ryan), Day Drinking (feat. Heymous Molly)                                                         | RCA                         | producteur, auteur                               |
| 2014  | Mary Lambert         | Secrets | Capitol                     | Coproducteur                                     |
| 2014  | Inna                 | Good Time (feat. Pitbull)                                                                                              | Atlantic                    | producteur, auteur                               |
| 2014  | Fifth Harmony        | Boss | Epic                        | producteur, auteur                               |
| 2014  | Florida Georgia Line | This Is How We Roll (Remix) (feat. Jason Derulo & Luke Bryan)                                                          | Republic Nashville          | producteur                                       |
| 2014  | Union J              | Midnight Train | Epic                        | producteur, auteur                               |
| 2015  | Jason Derulo         | Get Ugly | Warner Bros.                | producteur, auteur                               |
| 2015  | T. Mills             | Young & Stupid (feat. T.I.)                                                                                            | Lava                        | producteur, auteur                               |
| 2015  | Icona Pop            | Emergency, First Time, Clap Snap                                                                                       | Atlantic                    | producteur, auteur                               |
| 2015  | Twenty One Pilots    | Ride, Lane Boy, Heavydirtysoul, Doubt, Goner, We Don't Believe What's On TV, Fairly Local, Tear In My Heart            | Fueled By Ramen             | producteur, auteur                               |
| 2015  | Robin Schulz         | Headlights (feat. Ilsey)                                                                                               | Warner Music Group          | auteur                                           |
| 2015  | Lunchmoney Lewis     | Bills, Mama, Love Me Back, Real Thing                                                                                  | Kemosabe                    | producteur, auteur                               |
| 2015  | Bomba Estéreo        | Amanecer, Caderas, Somos Dos, Soy Yo, Fiesta, Voy, Algo Esta Cambiando, Mar (Lo Que Siento), To My Love, Solo Tu, Raiz | Sony Music Latin            | producteur, auteur                               |
| 2015  | Smallpools           | Karaoke | RCA                         | producteur, auteur                               |
| 2015  | Rob Thomas           | Absence of Affection,                                                                                                  | Atlantic                    | auteur                                           |
| 2015  | Rob Thomas           | I Think We'd Feel Good Together                                                                                        | Atlantic                    | producteur                                       |
| 2015  | R. City              | Take You Down | Kemosabe / RCA Records      | producteur                                       |
| 2015  | Robin Thicke         | Morning Sun | Interscope                  | producteur, auteur                               |
| 2016  | Meghan Trainor       | No | Epic                        | producteur                                       |
| 2016  | Meghan Trainor       | Thank You | Epic                        | producteur                                       |
| 2022  | Lizzo                | About Damn Time | Nice Life, Atlantic Records | producteur                                       |